# Crematogaster cornuta
Crematogaster cornuta är en myrart som beskrevs av W. C. Crawley 1924. Crematogaster cornuta ingår i släktet Crematogaster och familjen myror. Inga underarter finns listade i Catalogue of Life.